# 親衛隊第21師
親衛隊第21「斯坎德培」武裝山地師（阿爾巴尼亞第1師）（德語：21. Waffen-Gebirgs-Division der SS „Skanderbeg“ (albanische Nr. 1)）是納粹德國武裝親衛隊的一個山地獵兵師，由阿爾巴尼亞穆斯林志願者所組成。名稱來自歷史上阿爾巴尼亞的民族英雄斯坎德培。
二戰期間，該師主要於南斯拉夫戰區作戰，並曾實施多起對塞爾維亞人的強姦、屠殺、掠奪等暴行。由於被南斯拉夫游擊隊和盟軍空襲重創，該師於1944年11月1日解編，殘餘人員被編入親衛隊第7師。該師師長奧古斯特·施密胡伯於戰後自蘇聯引渡至南斯拉夫，貝爾格勒法院將其宣判犯有戰爭罪行，於1947年處決。